# SK Slavia Praha 2016/2017
Tento článek se podrobně zabývá událostmi v klubu SK Slavia Praha v období sezony 2016/17 a jeho působení v 1. ePojištění.cz lize, ligovém poháru a Evropské lize UEFA. Slavia obhajovala páté místo z uplynulého ročníku Synot ligy a účast ve třetím kole MOL Cupu. Ligové umístění v souhře s výsledkem MOL Cupu Slavii po více než 6 letech zajistilo účast v Evropských pohárech. Slavia nastoupila do Evropské ligy UEFA v 2. předkole a byla vyřazena ve 4. předkole týmem RSC Anderlecht. Sezona 2016/17 byla také první, ve které se Slavia představila od začátku s novým čínským majitelem, který ji koupil v průběhu předchozí sezony. Dne 27. května 2017 se se ziskem 69 bodů stala vítězem 1. fotbalové ligy a získala tak svůj čtvrtý titul mistra České republiky (18. mistrovský titul celkem).

## Klub

### Vlastník
Poté, co na podzim 2015 CEFC získala přibližně 60 % klubových akcií, navýšila v červnu 2016 svůj podíl na úkor Jiřího Šimáněho (který vlastnil cca 40 % akcí) až na 81 %. Zbytek akcií na začátku sezóny vlastnili právě Jiří Šimáně a drobní akcionáři. Do listopadu 2016 CEFC postupně navýšila svůj majetkový podíl na 99,96 %. Zbývající akcie byly v rukou minoritních podílníků.

### Realizační tým
Ve složení realizačního týmu nedošlo oproti předchozímu ročníku ke změnám. Hlavním trenérem zůstal Dušan Uhrin ml., jeho asistenty Petr Čuhel a Radek Černý. Dušan Uhrin ml. se stal prvním trenérem Slavie od dob Karla Jarolíma, kterému bylo po odtrénování celého předchozího ročníku umožněno pokračovat na své pozici. Na své pozici ale vydržel pouze do konce srpna, kdy byl pro neuspokojivé výsledky odvolán, a na jeho místo byl přiveden Jaroslav Šilhavý.
| Post                         | Jméno                          |
| ---------------------------- | ------------------------------ |
| Hlavní trenér                | Dušan Uhrin ml. (do 29.8.2016) |
| Hlavní trenér                | Jaroslav Šilhavý (od 5.9.2016) |
| Asistent trenéra             | Petr Čuhel (do 5.9.2016)       |
| Asistent trenéra             | Jan Kmoch (do 5.9.2016)        |
| Asistent trenéra             | Jiří Chytrý (od 5.9.2016)      |
| Asistent trenéra             | Jan Bauer (od 5.9.2016)        |
| Trenér brankářů              | Radek Černý                    |
| Trenér brankářů              | Milan Veselý (od 5.9.2016)     |
| Vedoucí mužstva              | Stanislav Vlček                |
| Kondiční trenér              | Pavel Čvančara                 |
| Hlavní kustod                | Jiří Šveněk                    |
| Klubové vedení               |                                |
| Prezident klubu (PP)         | Jiří Šimáně                    |
| Generální ředitel (MPP)      | Martin Krob                    |
| Sportovní ředitel            | Josef Jinoch (do 29.8.2016)    |
| Sportovní ředitel            | 0                              |
| Manažer mládežnické akademie | Jiří Plíšek                    |
| Hlavní Skaut                 |                                |
| Finanční ředitel (ČP)        | Jiří Kulička                   |
| Ředitel komunikace           | Michal Býček                   |

|  | Změny oproti konci předchozího ročníku. |

### Sada dresů
Domácí sada dresů nese tradiční barvy klubu prvně uvedené již v roce 1896 a od roku 1956 jsou prakticky neměnné. Pro tuto sezonu klub využíval novou variantu venkovního dresu, podobnou dresům z přelomu století. Brankáři nadále používali dresy v podobě, v jaké byly známy z předchozí sezony.
- Výrobce: Umbro
- Hlavní sponzoři: CEFC China

## Soupiska

### První tým
Aktuální k datu 27. května 2017.
| Číslo | Pozice | Nár.                | Hráč                   | Datum narození a věk        | Od roku | Cena       | Smlouva do | Předchozí angažmá    | Pozn.  |
| ----- | ------ | ------------------- | ---------------------- | --------------------------- | ------- | ---------- | ---------- | -------------------- | ------ |
| 1     | B      | Česko               | Jiří Pavlenka          | 14. dubna 1992 (25 let)     | 2016    | —          | 2019       | FC Baník Ostrava     |        |
| 6     | Z      | Česko               | Jan Sýkora             | 29. prosince 1993 (23 let)  | 2017    | —          |            | FC Slovan Liberec    |        |
| 8     | Z      | Česko               | Jaromír Zmrhal         | 2. srpna 1993 (23 let)      | 2012    | ×          | 2020       | Juniorka             |        |
| 9     | Z      | Turkmenistán        | Ruslan Mingazov        | 23. listopadu 1991 (25 let) | 2016    | volný hráč | 2019       | FK Jablonec          |        |
| 10    | Z      | Česko               | Josef Hušbauer         | 19. března 1990 (34 let)    | 2016    | 15 mil.Kč  | 2019       | AC Sparta Praha      |        |
| 11    | Z      | Chorvatsko          | Marko Alvir            | 4. dubna 1994 (23 let)      | 2017    | —          | 2019       | NK Domžale           |        |
| 13    | O      | Kamerun             | Michael Ngadeu-Ngadjui | 23. listopadu 1990 (26 let) | 2016    | 500k €†    | 2019       | FC Botoșani          |        |
| 14    | Ú      | Nizozemsko          | Mick van Buren         | 24. srpna 1992 (24 let)     | 2016    | volný hráč | 2019       | Esbjerg fB           |        |
| 15    | O      | Norsko              | Per-Egil Flo           | 18. ledna 1989 (28 let)     | 2017    | volný hráč | 2019       | Molde FK             |        |
| 17    | Ú      | Česko               | Stanislav Tecl         | 1. září 1990 (26 let)       | 2017    | —          | 2020       | FK Jablonec          |        |
| 18    | O      | Česko               | Jan Bořil              | 11. ledna 1991 (26 let)     | 2016    | —          | 2019       | FK Mladá Boleslav    |        |
| 19    | O      | Pobřeží slonoviny   | Simon Deli             | 27. října 1991 (25 let)     | 2015    | —          | 2018       | AC Sparta Praha      | [ 9 ]  |
| 20    | O      | Česko               | Jiří Bílek             | 4. listopadu 1983 (33 let)  | 2014    | volný hráč | 2016       | Zagłębie Lubin       | [ 10 ] |
| 21    | Ú      | Česko               | Milan Škoda            | 16. ledna 1986 (31 let)     | 2012    | zdarma     | 2018       | Bohemians Praha 1905 |        |
| 23    | Z      | Bosna a Hercegovina | Jasmin Šćuk            | 14. července 1990 (26 let)  | 2016    | volný hráč | 2019       | FK Mladá Boleslav    |        |
| 24    | Ú      | Bosna a Hercegovina | Muris Mešanović        | 6. července 1990 (26 let)   | 2016    | —          | 2019       | FC Vysočina Jihlava  |        |
| 25    | O      | Česko               | Michal Frydrych        | 27. února 1990 (27 let)     | 2015    | 5 mil.Kč   | 2019       | FC Baník Ostrava     | [ 14 ] |
| 26    | O      | Česko               | Michael Lüftner        | 14. března 1994 (23 let)    | 2017    | —          | 2020       | FK Teplice           |        |
| 27    | Z      | Česko               | Antonín Barák          | 3. prosince 1994 (22 let)   | 2016    | —          | 2020       | 1. FK Příbram        |        |
| 31    | B      | Česko               | Přemysl Kovář          | 14. října 1985 (31 let)     | 2017    | ×          | 2019       | Černo More Varna     |        |
| 81    | O      | Slovensko           | Dušan Švento           | 1. srpna 1985 (31 let)      | 2016    | volný hráč | 2018       | 1. FC Köln           |        |
|       | Z      | Gruzie              | Levan Kenija           | 18. října 1990 (26 let)     | 2014    | volný hráč | 2017       | Fortuna Düsseldorf   | [ 15 ] |

### Změny v kádru v letním přestupovém období 2016
| Přišli do týmu |      |                     |                 |     |                       |         |            |            |           |
| Číslo          | Poz. | Nár.                | Hráč            | Věk | Odkud přišel          | Do roku | Typ        | Cena       | Zdroj     |
| 9              | Z    | Bosna a Hercegovina | Jasmin Šćuk     | 25  | FK Mladá Boleslav     | 2019    | volný hráč | ×          |           |
| 13             | O    | Kamerun             | Michael Ngadeu  | 25  | FC Botoșani           | 2019    | přestup    | 500 tis.€† |           |
| 81             | O    | Slovensko           | Dušan Švento    | 30  | 1. FC Köln            | 2018    | volný hráč | ×          |           |
| 16             | Z    | Turkmenistán        | Ruslan Mingazov | 24  | FK Jablonec           | 2019    | volný hráč | ×          |           |
| 26             | Ú    | Nizozemsko          | Mick van Buren  | 23  | Esbjerg fB            | 2019    | volný hráč | ×          |           |
| 30             | Z    | Ghana               | Emmanuel Antwi  | 20  | Liberty Professionals |         |            | ×          |           |
| 99             | Z    | Curaçao             | Gino van Kessel | 23  | FK AS Trenčín         | 2019    | přestup    | 1 mil €†   | slavia.cz |

| Odešli z týmu |      |        |                    |     |                      |                  |      |           |
| Číslo         | Poz. | Nár.   | Hráč               | Věk | Kam odešel           | Typ              | Cena | Zdroj     |
| 23            | Z    | Česko  | Karel Piták        | 36  | Olympia Hr. Králové  | volný hráč       | ×    |           |
| 16            | Z    | Česko  | Milan Černý        | 28  | FC Hradec Králové    | volný hráč       | ×    |           |
| 9             | Z    | Česko  | Jan Štohanzl       | 31  | FK Mladá Boleslav    | návrat z host.   | —    |           |
| 14            | Z    | Srbsko | Miljan Vukadinović | 23  | FK Mladá Boleslav    | návrat z host.   | —    |           |
| 28            | O    | Česko  | Martin Latka       | 31  | FC Slovan Liberec    | volný hráč       | ×    |           |
| 30            | Ú    | Česko  | Jan Kuchta         | 19  | Bohemians Praha 1905 | hostování        | —    | FAČR      |
| 15            | O    | Česko  | Libor Holík        | 18  | MFK Karviná          | hostování ½ roku | —    | slavia.cz |

| Přechod hostování (přišli z hostování a odešli na jiné) |           |                      |     |                      |                  |                     |            |
| Poz.                                                    | Nár.      | Hráč                 | Věk | Odkud přišel         | Typ              | Kam odešel          | Zdroj      |
| Z                                                       | Česko     | Štěpán Koreš         | 27  | FC Fastav Zlín       | volný hráč       | FK Dukla Praha      | eFotbal.cz |
| Z                                                       | Česko     | Michal Švec          | 29  | Bohemians 1905       | volný hráč       | Bohemians 1905      | Slavia.cz  |
| O                                                       | Česko     | Martin Dostál        | 26  | FC Baník Ostrava     | volný hráč       | Bohemians 1905      | Slavia.cz  |
| Ú                                                       | Česko     | Zdeněk Linhart       | 22  | FC MAS Táborsko      | hostování        | Bohemians 1905      | Slavia.cz  |
| Z                                                       | Česko     | Josef Bazal          | 22  | FC Vysočina Jihlava  | hostování        | FK Jablonec         |            |
| Z                                                       | Česko     | Robert Hrubý         | 22  | FC Baník Ostrava     | hostování ½ roku | FK Teplice          | slavia.cz  |
| Ú                                                       | Česko     | Radek Voltr          | 24  | FC Vysočina Jihlava  | hostování ½ roku | MFK Karviná         |            |
| Ú                                                       | Česko     | Marek Červenka       | 23  | FC Baník Ostrava     | volný hráč       | FK Teplice          | iDnes.cz   |
| Z                                                       | Argentina | Aldo Baéz            | 27  | FC Spartak Trnava    | volný hráč       | FK AS Trenčín       |            |
| B                                                       | Česko     | Karel Hrubeš         | 23  | ŠK Slovan Bratislava | přestup          | FK Viktoria Žižkov  |            |
| Z                                                       | Česko     | Martin Hurka         | 23  | FK Viktoria Žižkov   | přestup          | FK Viktoria Žižkov  |            |
| Z                                                       | Česko     | František Mysliveček | 21  | FK Slavoj Vyšehrad   | hostování ½ roku | FK Ústí nad Labem   |            |
| O                                                       | Česko     | Marek Čepelák        | 23  | SK Viktorie Jirny    | přestup          | SK Viktorie Jirny   |            |
| Z                                                       | Česko     | Václav Prošek        | 23  | Bohemians 1905       | hostování        | Olympia Hr. Králové |            |

### Změny v kádru v zimním přestupovém období 2017
| Přišli do týmu |      |            |                 |     |                   |         |            |      |       |
| Číslo          | Poz. | Nár.       | Hráč            | Věk | Odkud přišel      | Do roku | Typ        | Cena | Zdroj |
| 26             | O    | Česko      | Michael Lüftner | 22  | FK Teplice        | 2020    | přestup    | —    |       |
| 31             | B    | Česko      | Přemysl Kovář   | 31  | Černo More Varna  | 2019    | přestup    | —    |       |
| 15             | O    | Norsko     | Per-Egil Flo    | 27  | Molde FK          | 2019    | volný hráč | ×    |       |
| 11             | Z    | Chorvatsko | Marko Alvir     | 22  | NK Domžale        | 2019    | přestup    | —    |       |
| 6              | Z    | Česko      | Jan Sýkora      | 23  | FC Slovan Liberec |         | přestup    | —    |       |
| 17             | Ú    | Česko      | Stanislav Tecl  | 26  | FK Jablonec       | 2020    | přestup    | —    |       |

| Odešli z týmu |      |           |                  |     |                   |             |      |                                                    |
| Číslo         | Poz. | Nár.      | Hráč             | Věk | Kam odešel        | Typ         | Cena | Zdroj                                              |
| 12            | B    | Česko     | Martin Berkovec  | 27  | Bohemians 1905    | hostování   | ×    |                                                    |
| 29            | B    | Česko     | Josef Řehák      | 22  | MFK Vítkovice     | hostování + | ×    | mfkv.cz Archivováno 5. 1. 2017 na Wayback Machine. |
| 17            | Z    | Slovensko | Jaroslav Mihalík | 22  | KS Cracovia       | hostování   | ×    |                                                    |
| 6             | O    | Česko     | Tomáš Jablonský  | 29  | FC Zbrojovka Brno | přestup     | —    | sn.cz                                              |
| 2             | Ú    | Česko     | Lukáš Železník   | 26  | FK Mladá Boleslav | přestup     | —    | sn.cz                                              |
| 3             | O    | Česko     | Jan Mikula       | 25  | FC Slovan Liberec | hostování + | ×    | sn.cz                                              |
| 99            | Ú    | Curaçao   | Gino van Kessel  | 23  | Lechia Gdańsk     | hostování + | ×    | slavia.cz                                          |
| 22            | Z    | Česko     | Tomáš Souček     | 21  | FC Slovan Liberec | hostování   | ×    | slavia.cz                                          |
| 30            | Z    | Ghana     | Emmanuel Antwi   | 20  | SK Sigma Olomouc  | hostování   | ×    |                                                    |

| Přechod hostování (přišli z hostování a odešli na jiné) |       |                |     |                |           |                   |                 |
| Poz.                                                    | Nár.  | Hráč           | Věk | Odkud přišel   | Typ       | Kam odešel        | Zdroj           |
| Z                                                       | Česko | Robert Hrubý   | 22  | FK Teplice     | přestup   | FC Baník Ostrava  | isport.blesk.cz |
| Ú                                                       | Česko | Radek Voltr    | 25  | MFK Karviná    | přestup   | FC Slovan Liberec | sn.cz           |
| Z                                                       | Česko | Josef Bazal    | 23  | FK Jablonec    | hostování | 1. FK Příbram     |                 |
| Ú                                                       | Česko | Zdeněk Linhart | 22  | Bohemians 1905 | hostování | 1. FK Příbram     |                 |

Poznámky:  —   = nezveřejněno (dohoda mezi kluby),   †   = odhadovaná cena,   +   = opce na prodloužení smlouvy,   ‡   = hráč působil pouze v  juniorském týmu

## Hráčské statistiky

### Střelecká listina
| Poz. | Nár.                | Hráč                   | Góly | ePojisteni.cz liga | Evropská liga UEFA | MOL Cup |
| ---- | ------------------- | ---------------------- | ---- | ------------------ | ------------------ | ------- |
| Ú    | Bosna a Hercegovina | Muris Mešanović        | 16   | 12                 | 1                  | 3       |
| Ú    | Česko               | Milan Škoda            | 16   | 15                 | 1                  | —       |
| Z    | Česko               | Jaromír Zmrhal         | 7    | 7                  | —                  | —       |
| O    | Kamerun             | Michael Ngadeu-Ngadjui | 6    | 6                  | —                  | —       |
| Z    | Turkmenistán        | Ruslan Mingazov        | 5    | 3                  | —                  | 2       |
| Z    | Česko               | Antonín Barák          | 5    | 4                  | —                  | 1       |
| O    | Česko               | Michal Frydrych        | 5    | 4                  | —                  | 1       |
| Ú    | Curaçao             | Gino van Kessel †      | 4    | 2                  | 1                  | 1       |
| Z    | Česko               | Josef Hušbauer         | 4    | 3                  | 1                  | —       |
| Ú    | Česko               | Stanislav Tecl ±       | 3    | 2                  | —                  | 1       |
| O    | Česko               | Jan Bořil              | 2    | 1                  | —                  | 1       |
| Z    | Slovensko           | Jaroslav Mihalík †     | 2    | 1                  | —                  | 1       |
| Ú    | Nizozemsko          | Mick van Buren         | 2    | —                  | —                  | 2       |
| O    | Česko               | Jiří Bílek             | 1    | 1                  | —                  | —       |
| Z    | Česko               | Jan Sýkora ±           | 2    | 2                  | —                  | —       |
| O    | Pobřeží slonoviny   | Simon Deli             | 1    | 1                  | —                  | —       |
| Z    | Bosna a Hercegovina | Jasmin Šćuk            | 1    | —                  | —                  | 1       |
| Ú    | Česko               | Lukáš Železník †       | 1    | —                  | —                  | 1       |
|      |                     | Vlastní                | 1    | 1                  | —                  | —       |
|      |                     | Celkem                 | 84   | 65                 | 4                  | 15      |

Poslední úprava: konec sezony.

Vysvětlivky: † = odehrál pouze podzimní část, ± = odehrál pouze jarní část.

### Základní sestava
Sestavuje se pouze z utkání ePojisteni.cz ligy. Nejdůležitějším faktorem je počet startů v základní sestavě v soutěži. V případě rovnosti počtu duelů, rozhoduje pozdější start v základní sestavě.
| Číslo | Pozice         | N                   | Jméno                  | Zápasy |
| ----- | -------------- | ------------------- | ---------------------- | ------ |
| 1     | brankář        | Česko               | Jiří Pavlenka          | 28     |
| 18    | levý bek       | Česko               | Jan Bořil              | 22     |
| 20    | stoper         | Česko               | Jiří Bílek             | 16     |
| 19    | stoper         | Pobřeží slonoviny   | Simon Deli             | 25     |
| 25    | pravý bek      | Česko               | Michal Frydrych        | 24     |
| 27    | pravé "křídlo" | Česko               | Antonín Barák          | 17     |
| 13    | def. záložník  | Kamerun             | Michael Ngadeu-Ngadjui | 26     |
| 10    | záložník       | Česko               | Josef Hušbauer         | 29     |
| 8     | levé "křídlo"  | Česko               | Jaromír Zmrhal         | 28     |
| 24    | útočník        | Bosna a Hercegovina | Muris Mešanović        | 11     |
| 21    | útočník        | Česko               | Milan Škoda            | 27     |

Poslední úprava: konec sezony.

## Zápasy v sezoně 2016/17

### Souhrn působení v soutěžích
| Soutěž             | Fáze startu | Momentální pozice/ kolo | Konečná pozice/ kolo | První zápas       | Poslední zápas  |
| ------------------ | ----------- | ----------------------- | -------------------- | ----------------- | --------------- |
| ePojisteni.cz liga | —           | —                       | 1. místo             | 31. července 2016 | 27. května 2017 |
| MOL Cup            | 3. kolo     | —                       | Semifinále           | 28. září 2016     | 25. dubna 2017  |
| Evropská liga UEFA | 2. předkolo | —                       | 4. předkolo          | 14. července 2016 | 25. srpna 2016  |

### Letní přípravné zápasy
Zdroj: slavistickenoviny.cz
| Datum                                        | Soupeř                | Místo                             | Výsledek | Střelci Slavie                                    |
| -------------------------------------------- | --------------------- | --------------------------------- | -------- | ------------------------------------------------- |
| 11/ 06/ 2016                                 | SK Benešov (III)      | Benešov                           | 4-1      | 24' Bořil, 44' Hušbauer, 84' 88' Hrubý            |
| 14/ 06/ 2016                                 | MFK Ružomberok        | Čáslav                            | 1-1      | 28' (pen) Šćuk                                    |
| 18/ 06/ 2016                                 | ŠK Slovan Bratislava  | Kolín                             | 4-0      | 11' (pen) Barák, 51' Hrubý, 70' Kenija, 84' Voltr |
| Herní soustředění Rakousko, Kaprun           |                       |                                   |          |                                                   |
| 21/ 06/ 2016                                 | FC Red Bull Salzburg  | Bischofshofen, Rakousko           | 1-2      | 83' Šćuk                                          |
| 23/ 06/ 2016                                 | PFK Ludogorec Razgrad | St. Ulrich am Pillersee, Rakousko | 1-2      | 78' Mešanović                                     |
| 28/ 06/ 2016                                 | FK Rostov             | St. Ulrich am Pillersee, Rakousko | 3-3      | 8' (pen) Mešanović, 40' Souček, 44' Hušbauer      |
| Ministerský pohár - Čelákovice (2 × 40 min.) |                       |                                   |          |                                                   |
| 02/ 07/ 2016                                 | 1. FC Tatran Prešov   | Čelákovice                        | 3-0      | 27' (pen), 43' Mešanović, 34' Ngadeu-Ngadjui      |
| 02/ 07/ 2016                                 | FC Slovan Liberec     | Čelákovice                        | 3-0      | 37' van Buren, 55' Zmrhal, 78' Hrubý              |
|                                              |                       |                                   |          |                                                   |
| 07/ 07/ 2016                                 | HNK Hajduk Split      | Split, Chorvatsko                 | 0-1      |                                                   |
| 05/ 10/ 2016                                 | FK Viktoria Žižkov    | Střížkov, Praha                   | 3-1      | 10' van Buren, 31' 66' Mešanović                  |

### Zimní přípravné zápasy
Zdroj: slavia.cz
| Datum                           | Soupeř                         | Místo            | Výsledek         | Střelci Slavie                                                                  |
| Soustředění Čína                | Soustředění Čína               | Soustředění Čína | Soustředění Čína | Soustředění Čína                                                                |
| ------------------------------- | ------------------------------ | ---------------- | ---------------- | ------------------------------------------------------------------------------- |
| 11/ 01/ 2017                    | FC Haikou Seamen (III. liga)   | Hainan, Čína     | 3-0              | 9' Hušbauer, 80' 84' Mešanović                                                  |
| 14/ 01/ 2017                    | FC Haikou Seamen (III. liga)   | Hainan, Čína     | 0-0              |                                                                                 |
|                                 |                                |                  |                  |                                                                                 |
| 21/ 01/ 2017                    | FK Viktoria Žižkov (II. liga)  | UMT Eden, Praha  | 3-0              | 17' Mešanović, 43' Mingazov, 53' Mešanović                                      |
| 26/ 01/ 2017                    | MFK Ružomberok                 | UMT Eden, Praha  | 6-1              | 3' 11' (pen) Škoda, 29' Lüftner, 67' van Kessel, 69' van Buren , 79' Barák      |
| Soustředění Marbella, Španělsko |                                |                  |                  |                                                                                 |
| 01/ 02/ 2017                    | NK Osijek                      | Coín, Španělsko  | 1-2              | 7' Hušbauer                                                                     |
| 05/ 02/ 2017                    | FC Krasnodar                   | Coín, Španělsko  | 2-1              | 5' Škoda, 18' Deli                                                              |
| 08/ 02/ 2017                    | Suwon Bluewings                | Coín, Španělsko  | 2-2              | 33' Šćuk, 88' Mešanović                                                         |
|                                 |                                |                  |                  |                                                                                 |
| 14/ 02/ 2017                    | FK Slavoj Vyšehrad (III. liga) | Praha            | 7-0              | 2' Mešanović, 41' Sýkora, 50' 58' Tecl, 59' van Buren, 73' Barák, 89' van Buren |

### ePojisteni.cz liga
Hlavní článek: ePojisteni.cz liga 2016/17

#### Ligová tabulka
| Poř. | Tým                 | Z  | V  | R  | P | VG | OG | B  |
| ---- | ------------------- | -- | -- | -- | - | -- | -- | -- |
| 1.   | SK Slavia Praha (C) | 30 | 20 | 9  | 1 | 65 | 22 | 69 |
| 2.   | FC Viktoria Plzeň   | 30 | 20 | 7  | 3 | 47 | 21 | 67 |
| 3.   | AC Sparta Praha     | 30 | 16 | 9  | 5 | 47 | 26 | 57 |
| 4.   | FK Mladá Boleslav   | 30 | 13 | 10 | 7 | 47 | 37 | 49 |

Poslední úprava: konec sezony.

Vysvětlivky: Z = Zápasy; V = Výhry; R = Remízy; P = Prohry; VG = Vstřelené góly; OG = Obdržené góly; B = Body.
|  | Postup do 3. předkola (mistrovská kvalifikace) Ligy mistrů UEFA 2017/18   |
|  | Postup do 3. předkola (nemistrovská kvalifikace) Ligy mistrů UEFA 2017/18 |
|  | Postup do 3. předkola Evropské ligy UEFA 2017/18                          |
|  | Postup do 2. předkola Evropské ligy UEFA 2017/18                          |

| Celkem | Celkem | Celkem | Celkem | Celkem | Celkem | Celkem | Celkem | Doma | Doma | Doma | Doma | Doma | Doma | Venku | Venku | Venku | Venku | Venku | Venku |
| Z      | V      | R      | P      | VG     | OG     | GR     | Body   | V    | R    | P    | VG   | OG   | Body | V     | R     | P     | VG    | OG    | Body  |
| ------ | ------ | ------ | ------ | ------ | ------ | ------ | ------ | ---- | ---- | ---- | ---- | ---- | ---- | ----- | ----- | ----- | ----- | ----- | ----- |
| 30     | 20     | 9      | 1      | 65     | 22     | +43    | 69     | 10   | 5    | 0    | 28   | 9    | 35   | 10    | 4     | 1     | 37    | 13    | 34    |

Poslední úprava: konec sezony.

#### Kolo po kole
| Kolo     | 1 | 2 | 3  | 4 | 5  | 6  | 7 | 8 | 9 | 10 | 1* | 11 | 12 | 13 | 14 | 15 | 16 | 17 | 18 | 19 | 20 | 21 | 22 | 23 | 24 | 25 | 26 | 27 | 28 | 29 | 30 |
| -------- | - | - | -- | - | -- | -- | - | - | - | -- | -- | -- | -- | -- | -- | -- | -- | -- | -- | -- | -- | -- | -- | -- | -- | -- | -- | -- | -- | -- | -- |
| Hřiště   | V | D | V  | D | V  | V  | D | V | D | V  | V  | D  | V  | D  | V  | D  | V  | D  | V  | D  | D  | V  | D  | V  | D  | V  | D  | V  | D  | V  | D  |
| Výsledek | * | R | R  | V | P  | R  | V | V | V | V  | V  | V  | R  | R  | V  | V  | V  | V  | V  | V  | V  | R  | R  | V  | V  | V  | R  | V  | R  | V  | V  |
| Pozice   | 8 | 8 | 10 | 8 | 10 | 10 | 7 | 5 | 5 | 5  | 3  | 3  | 3  | 3  | 3  | 2  | 2  | 2  | 1  | 1  | 1  | 2  | 2  | 2  | 2  | 1  | 1  | 1  | 1  | 1  | 1  |

Poslední úprava: konec sezony.

Hřiště: D = Domácí; V = Venkovní. Výsledek: V = Výhra; P = Prohra; R = Remíza

#### Podzimní část
| 2. kolo 8. srpna 2016 | SK Slavia Praha                         | 2 – 2 | FC Fastav Zlín                   | Eden Aréna, Praha             |  |
| 18:00 SELČ | Gino van Kessel 71' Muris Mešanović 90' |       | 18' Tomáš Poznar 30' Lukáš Holík | Diváci: 7702 Rozhodčí: Houdek |  |
| Poznámky: Sestava: Pavlenka – Mikula (46. Švento), Bílek (C), Deli, Bořil – Mihalík (36. Mešanović), Hušbauer, Souček, Kenia (79. Zmrhal), van Kessel – Škoda |                                         |       |                                  |                               |  |

| 3. kolo 14. srpna 2016 | FC Vysočina Jihlava | 1 – 1 | SK Slavia Praha     | Stadion v Jiráskově ulici, Jihlava |  |
| 19:30 SELČ | Davis Ikaunieks 7'  |       | 51' Gino van Kessel | Diváci: 4500 Rozhodčí: Jílek       |  |
| Poznámky: Sestava: Pavlenka – Bořil, Bílek (C), Frydrych, Švento – Ngadeu (77. Barák), Souček – van Kessel, Hušbauer, Zmrhal (83. Mešanović) – Škoda |                     |       |                     |                                    |  |

| 4. kolo 21. srpna 2016 | SK Slavia Praha                                        | 3 – 0 | 1. FK Příbram | Eden Aréna, Praha             |  |
| 15:00 SELČ | Muris Mešanović 45' Milan Škoda 65' Josef Hušbauer 90' |       |               | Diváci: 5043 Rozhodčí: Proske |  |
| Poznámky: Sestava: Berkovec – Bořil, Bílek (C), Frydrych, Švento – Souček – Mihalík, Hušbauer, Zmrhal (90. Mingazov) – Mešanović (89. van Kessel), Škoda (66. Barák) |                                                        |       |               |                               |  |

| 5. kolo 28. srpna 2016 | FC Viktoria Plzeň                                       | 3 – 1 | SK Slavia Praha | Stadion města Plzně, Plzeň        |  |
| 19:30 SELČ | Milan Petržela 48' Lukáš Hejda 65' Michael Krmenčík 86' |       | 13' Jiří Bílek  | Diváci: 11317 Rozhodčí: Ardeleánu |  |
| Poznámky: Sestava: Berkovec – Bořil, Bílek (C), Deli (69. Mešanovič), Švento – Souček, Ngadeu – van Kessel, Hušbauer (82. van Buren), Zmrhal (82. Mihalík) – Škoda |                                                         |       |                 |                                   |  |

| 6. kolo 11. září 2016 | FK Teplice                            | 2 – 2 | SK Slavia Praha                          | Stadion Na Stínadlech, Teplice  |  |
| 18:15 SELČ | Tomáš Vondrášek 42' David Vaněček 88' |       | 73' Muris Mešanović 85' Jaroslav Mihalík | Diváci: 7113 Rozhodčí: Královec |  |
| Poznámky: Sestava: Pavlenka – Mikula, Bílek (C), Deli, Bořil – Ngadeu – van Kessel (64. Mešanović), Hušbauer (84. Barák), Zmrhal, Mingazov (46. Mihalík) – Škoda |                                       |       |                                          |                                 |  |

| 7. kolo 19. září 2016 | SK Slavia Praha | 1 – 0 | FC Slovan Liberec | Eden Aréna, Praha             |  |
| 19:00 SELČ | Milan Škoda 60' |       |                   | Diváci: 6882 Rozhodčí: Hrubeš |  |
| Poznámky: Sestava: Pavlenka – Mikula, Bílek (C), Deli, Bořil – Ngadjui – van Kessel (46. Barák), Hušbauer, Zmrhal (82. Frydrych), Mingazov (66. Mihalík) – Škoda |                 |       |                   |                               |  |

| 8. kolo 25. září 2016 | AC Sparta Praha | 0 – 2 | SK Slavia Praha                        | Generali Arena, Praha           |  |
| 15:30 SELČ |                 |       | 62' Muris Mešanović 79' Jaromír Zmrhal | Diváci: 18397 Rozhodčí: Příhoda |  |
| Poznámky: Sestava: Pavlenka – Frydrych, Bílek, Deli, Bořil – Ngadeu – Mingazov (66. Mihalík), Hušbauer, Barák (86. Šćuk), Zmrhal – Škoda (31. Mešanović) |                 |       |                                        |                                 |  |

| 9. kolo 1. října 2016 | SK Slavia Praha     | 1 – 0 | MFK Karviná | Eden Aréna, Praha               |  |
| 20:05 SELČ | Muris Mešanović 77' |       |             | Diváci: 6513 Rozhodčí: Machálek |  |
| Poznámky: Sestava: Pavlenka – Frydrych, Bílek, Deli, Bořil – Ngadeu – Mingazov, Hušbauer, Barák (59. Mešanović), Zmrhal (69. Švento) – Škoda (88. Souček) |                     |       |             |                                 |  |

| 10. kolo 15. října 2016 | FC Hradec Králové | 0 – 3 | SK Slavia Praha                                      | Všesportovní stadion, Hradec Králové |  |
| 15:00 SELČ |                   |       | 23' Milan Škoda 72' Jaromír Zmrhal 75' Antonín Barák | Diváci: 4561 Rozhodčí: Julínek       |  |
| Poznámky: Sestava: Pavlenka – Frydrych, Bílek (C), Deli, Bořil – Ngadeu – Mingazov (60. Švento), Hušbauer, Barák (84. Šćuk), Zmrhal – Škoda (77. Mešanović) |                   |       |                                                      |                                      |  |

| 1. kolo (dohrávka) 19. října 2016* | FC Zbrojovka Brno    | 1 – 4 | SK Slavia Praha                                                        | Stadion Srbská, Brno          |  |
| 18:00 SELČ | Jakub Přichystal 26' |       | 9' Antonín Barák 47' Antonín Barák 59' Michal Frydrych 66' Milan Škoda | Diváci: 8818 Rozhodčí: Franěk |  |
| Poznámky: *Utkání bylo odloženo pro podmáčený terén. Sestava: Pavlenka – Frydrych, Bílek (K), Deli, Bořil – Ngadeu – Zmrhal, Hušbauer (70. Šćuk), Barák, Švento (76. Mešanović) – Milan Škoda (83. van Buren) |                      |       |                                                                        |                               |  |

| 11. kolo 2. října 2016 | SK Slavia Praha    | 1 – 0 | 1. FC Slovácko | Eden Aréna, Praha                |  |
| 20:05 SELČ | Jaromír Zmrhal 56' |       |                | Diváci: 7108 Rozhodčí: Ardeleánu |  |
| Poznámky: Sestava: Pavlenka – Frydrych, Bílek (C), Deli, Bořil – Ngadeu – Švento (70. Mingazov), Hušbauer, Barák (75. Šćuk), Zmrhal – Škoda (90. Souček) |                    |       |                |                                  |  |

| 12. kolo 30. října 2016 | FK Jablonec | 0 – 0 | SK Slavia Praha | Stadion Střelnice, Jablonec n. Nisou |  |
| 15:00 SEČ |             |       |                 | Diváci: 4255 Rozhodčí: Proske        |  |
| Poznámky: Sestava: Pavlenka – Frydrych, Bílek (C), Ngadeu, Bořil – Souček – Zmrhal (85. Mihalík), Hušbauer, Barák, Švento (74. Mingazov) – Mešanović (65. van Buren) |             |       |                 |                                      |  |

| 13. kolo 5. listopadu 2016 | SK Slavia Praha | 1 – 1 | Bohemians Praha 1905 | Eden Aréna, Praha             |  |
| 20:05 SEČ | Milan Škoda 13' |       | 4' Michal Šmíd       | Diváci: 11753 Rozhodčí: Jílek |  |
| Poznámky: Sestava: Pavlenka – Bořil, Bílek (C), Frydrych, Švento – Ngadeu – Mihalík (71. van Kessel), Hušbauer, Barák, Zmrhal (61. Mešanović) – Škoda |                 |       |                      |                               |  |

| 14. kolo 18. listopadu 2016 | FK Dukla Praha  | 1 – 2 | SK Slavia Praha                     | Na Julisce, Praha              |  |
| 20:15 SEČ | Aldin Čajić 45' |       | 53' Muris Mešanović 64' Milan Škoda | Diváci: 5 273 Rozhodčí: Hrubeš |  |
| Poznámky: Sestava: Pavlenka – Mikula, Bílek (C), Frydrych, Bořil – Ngadeu – Zmrhal (46. Mešanović), Hušbauer (77. Šćuk), Barák, Mihalík (70. van Buren) – Škoda |                 |       |                                     |                                |  |

| 15. kolo 26. listopadu 2016 | SK Slavia Praha                          | 2 – 1 | FK Mladá Boleslav                                | Eden Aréna, Praha               |  |
| 15:00 SEČ | M. Ngadeu-Ngadjui 34' Jaromír Zmrhal 71' |       | 64', 79' Marek Matějovský 86' (pen) Lukáš Magera | Diváci: 10074 Rozhodčí: Příhoda |  |
| Poznámky: Sestava: Pavlenka – Frydrych, Bílek, Deli, Bořil – Barák (82. Švento), Hušbauer, Ngadeu, Zmrhal (90. Šćuk) – Mešanović (66. van Buren), Škoda |                                          |       |                                                  |                                 |  |

| 16. kolo 2. prosince 2016 | FC Fastav Zlín | 0 – 4 | SK Slavia Praha                                                             | Letná, Zlín                   |  |
| 20:15 SEČ |                |       | 8' (pen) Milan Škoda 37' Milan Škoda 42' Muris Mešanović 81' Jaromír Zmrhal | Diváci: 4304 Rozhodčí: Hrubeš |  |
| Poznámky: Sestava: Pavlenka – Frydrych, Bílek (C), Deli, Bořil – Barák (49. Švento), Hušbauer, Ngadeu, Zmrhal (84. Železník) – Mešanović (69. Šćuk), Škoda |                |       |                                                                             |                               |  |

#### Jarní část
| 17. kolo 18. únor 2017 | SK Slavia Praha                        | 2 – 0 | FC Vysočina Jihlava | Eden Aréna, Praha               |  |
| 16:30 SEČ | Milan Škoda 28' Milan Škoda 51' (pen.) |       |                     | Diváci: 14116 Rozhodčí: Zelinka |  |
| Poznámky: Sestava: Pavlenka – Frydrych, Lüftner, Deli, Flo – Sýkora, Hušbauer (79. Šćuk), Barák, Zmrhal – Mešanović (70. Tecl), Škoda (88. van Buren) |                                        |       |                     |                                 |  |

| 18. kolo 25. únor 2017 | 1. FK Příbram     | 1 – 8 | SK Slavia Praha | Na Litavce, Příbram            |  |
| 19:15 SEČ | Josef Divíšek 59' |       | 8' Milan Škoda 17' Jan Sýkora 29' Josef Hušbauer 55' Michael Ngadeu-Ngadjui 61' Muris Mešanović 73' Michael Ngadeu-Ngadjui 79' (pen) Michael Ngadeu-Ngadjui 83' Jan Bořil | Diváci: 5962 Rozhodčí: Julínek |  |
| Poznámky: Sestava: Pavlenka – Frydrych, Lüftner, Deli, Flo – Sýkora (81. Bořil), Hušbauer, Barák, Zmrhal – Mešanović (69. Tecl), Škoda (C) (51. Ngadeu) |                   |       | |                                |  |

| 19. kolo 5. března 2017 | SK Slavia Praha     | 1 – 0 | FC Viktoria Plzeň  | Eden Aréna, Praha               |  |
| 16:00 SEČ | Michal Frydrych 88' |       | , 71' Radim Řezník | Diváci: 19084 Rozhodčí: Příhoda |  |
| Poznámky: Sestava: Pavlenka – Frydrych, Lüftner, Deli, Flo – Ngadeu – Sýkora, Hušbauer (90. Šćuk), Barák (69. Mešanović), Zmrhal (81. Tecl) – Škoda (C) |                     |       |                    |                                 |  |

| 20. kolo 12. března 2017 | SK Slavia Praha                        | 2 – 1 | FK Teplice       | Eden Aréna, Praha              |  |
| 17:30 SEČ | Milan Škoda 25' David Vaněček 87' (vl) |       | 30' Martin Fillo | Diváci: 15081 Rozhodčí: Proske |  |
| Poznámky: Sestava: Pavlenka – Bořil, Deli, Lüftner, Flo – Sýkora, Hušbauer, Ngadeu, Zmrhal (72. Tecl) – Mešanović (63. van Buren), Škoda (C) |                                        |       |                  |                                |  |

| 21. kolo 18. března 2017 | FC Slovan Liberec                    | 1 – 1 | SK Slavia Praha    | Stadion U Nisy, Liberec          |  |
| 16:30 SEČ | Ubong Ekpai 40' Miloš Bosančić 90+1' |       | 14' Jaromír Zmrhal | Diváci: 8880 Rozhodčí: Ardeleánu |  |
| Poznámky: Sestava: Pavlenka – Bořil, Lüftner, Deli, Flo (56. Tecl) – Sýkora, Hušbauer (89. Šćuk), Barák (68. Mešanović), Ngadeu, Zmrhal – Škoda (C) |                                      |       |                    |                                  |  |

| 22. kolo 2. dubna 2017 | SK Slavia Praha         | 1 – 1 | AC Sparta Praha   | Eden Aréna, Praha              |  |
| 16:30 SELČ | Milan Škoda 90+1' (pen) |       | 81' Václav Kadlec | Diváci: 19084 Rozhodčí: Franěk |  |
| Poznámky: Sestava: Pavlenka - Frydrych, Lüftner, Deli, Flo - Ngadeu - Tecl (65. Mešanović), Hušbauer (83. van Buren), Barák, Zmrhal (78. Mingazov) - Škoda (C) |                         |       |                   |                                |  |

| 23. kolo 8. dubna 2017 | MFK Karviná            | 1 – 2 | SK Slavia Praha                         | Městský stadion Karviná     |  |
| 20:15 SELČ | Tomáš Wágner 36' (pen) |       | 12' Muris Mešanović 80' Muris Mešanović | Diváci: 4830 Rozhodčí: Orel |  |
| Poznámky: Sestava: Pavlenka – Frydrych, Lüftner, Deli, Flo – Ngadeu – Sýkora (46. Tecl), Šćuk, Barák, Zmrhal (67. Mingazov) – Mešanović (83. Škoda) |                        |       |                                         |                             |  |

| 24. kolo 17. dubna 2017 | SK Slavia Praha                                                                 | 4 – 0 | FC Hradec Králové | Eden Aréna, Praha             |  |
| 17:30 SELČ | Michal Frydrych 6' Milan Škoda 23' (pen) Ruslan Mingazov 40' Josef Hušbauer 75' |       |                   | Diváci: 9.786 Rozhodčí: Jílek |  |
| Poznámky: Sestava: Pavlenka – Frydrych, Lüftner, Deli, Flo – Ngadeu – Mingazov, Hušbauer (80. Mešanovič), Barák (71. Ščuk), Zmrhal (60. Sýkora) – Škoda (C) |                                                                                 |       |                   |                               |  |

| 25. kolo 21. dubna 2017 | 1. FC Slovácko | 0 – 2 | SK Slavia Praha                | Městský fotbalový stadion Miroslava Valenty, Uherské Hradiště |  |
| 20:15 SELČ |                |       | 30' Milan Škoda 83' Simon Deli | Diváci: 5.648 Rozhodčí: Královec                              |  |
| Poznámky: Sestava: Pavlenka – Frydrych, Lüftner, Deli, Flo – Ngadeu, Šcuk – Mingazov (73. Bořil), Hušbauer (90. Tecl), Sýkora (59. Zmrhal) – Škoda |                |       |                                |                                                               |  |

| 26. kolo 30. dubna 2017 | SK Slavia Praha     | 1 – 1 | FK Jablonec              | Eden Aréna, Praha               |  |
| 17:30 SELČ | Muris Mešanović 90' |       | 73' (vl) Michael Lüftner | Diváci: 15873 Rozhodčí: Zelinka |  |
| Poznámky: Sestava: Pavlenka – Frydrych, Lüftner, Deli (56. Barák), Flo – Ngadeu – Sýkora (74. Mingazov), Hušbauer, Ščuk, Zmrhal (63. Mešanović) – Škoda |                     |       |                          |                                 |  |

| 27. kolo 6. května 2017 | Bohemians Praha 1905        | 1 – 3 | SK Slavia Praha                                       | Ďolíček, Praha              |  |
| 19:00 SELČ | Miroslav Markovič 16' (pen) |       | 12' Ruslan Mingazov 50' Jaromír Zmrhal 83' Jan Sýkora | Diváci: 5000 Rozhodčí: Orel |  |
| Poznámky: Sestava: Pavlenka – Frydrych, Lüftner, Deli, Bořil – Mingazov (34. Zmrhal), Hušbauer, Ngadeu (52. Barák), Sýkora – Mešanović (86. Šćuk), Škoda |                             |       |                                                       |                             |  |

| 28. kolo 13. května 2017 | SK Slavia Praha                             | 2 – 2 | FK Dukla Praha                       | Eden Aréna, Praha               |  |
| 18:45 SELČ | Muris Mešanović 16' Antonín Barák 69' (pen) |       | 30' Štěpán Koreš 80' Emmanuel Edmond | Diváci: 13974 Rozhodčí: Příhoda |  |
| Poznámky: Sestava: Pavlenka – Frydrych (C), Lüftner, Deli, Bořil (67. van Buren) – Ngadeu – Sýkora (58. Tecl), Hušbauer (84. Škoda), Barák, Zmrhal – Mešanović |                                             |       |                                      |                                 |  |

| 29. kolo 20. května 2017 | FK Mladá Boleslav | 1 – 2 | SK Slavia Praha                                | Městský stadion Mladá Boleslav |  |
| 17:00 SELČ | Jan Chramosta 89' |       | 11' Michael Ngadeu-Ngadjui 85' Ruslan Mingazov | Diváci: 5000 Rozhodčí: Zelinka |  |
| Poznámky: Sestava: Pavlenka – Frydrych, Lüftner, Deli, Bořil – Tecl (61. Mingazov), Hušbauer, Ngadeu, Zmrhal (90. van Buren) – Mešanović (67. Šćuk), Škoda (C) |                   |       |                                                |                                |  |

| 30. kolo 27. května 2017 | SK Slavia Praha                                                                      | 4 – 0 | FC Zbrojovka Brno | Stadion Evžena Rošického, Praha |  |
| 17:00 SELČ | Michal Frydrych 26' Stanislav Tecl 29' Stanislav Tecl 57' Michael Ngadeu-Ngadjui 68' |       |                   | Diváci: 12 300 Rozhodčí: Proske |  |
| Poznámky: Sestava: Pavlenka – Frydrych, Lüftner (56. Flo), Deli, Bořil – Ngadeu (83. Bílek) – Tecl (81. Mingazov), Hušbauer, Šćuk, Zmrhal – Škoda (C) |                                                                                      |       |                   |                                 |  |

### MOL Cup
Hlavní článek: MOL Cup 2016/17
| 3. kolo 28. září 2016 | MFK Chrudim                                 | 1 – 3 | SK Slavia Praha                                                 | Chrudim                       |  |
| 16:00 SELČ | Lukáš Kopecký 65' (pen) Sebastien Langr 70' |       | 45' Antonín Barák 72' (pen) Jaroslav Mihalík 90' Mick van Buren | Diváci: 3450 Rozhodčí: Franěk |  |
| Poznámky: Sestava: Pavlenka – Mikula, Frydrych, Ngadeu, Bořil – Šćuk – Van Kessel (60. Hušbauer), Zmrhal, Barák, Mihalík (77. Švento) – Mešanović |                                             |       |                                                                 |                               |  |

| 4. kolo 26. říjen 2016 | SK Slavia Praha | 7 – 0 | FK Litoměřicko | Eden Aréna, Praha               |  |
| 18:30 SELČ | Muris Mešanović 11' Muris Mešanović 12' Muris Mešanović 20' Ruslan Mingazov 41' Gino van Kessel 62' Lukáš Železník 70' Mick van Buren 89' |       |                | Diváci: 3237 Rozhodčí: Adámková |  |
| Poznámky: Sestava: Berkovec – Mikula, Frydrych (K) (77. Zmrhal), Ngadeu, Jablonský – Souček, Šćuk – Mihalík, Mingazov (61. Železník), van Kessel – Mešanović (46. van Buren) | |       |                |                                 |  |

| čtvrtfinále 12. duben 2017 | SK Slavia Praha                                                                          | 5 – 2 | MFK Karviná                                | Eden Aréna, Praha            |  |
| 18:45 SELČ | Michal Frydrych 24' Jasmin Šćuk 38' Ruslan Mingazov 49' Stanislav Tecl 63' Jan Bořil 67' |       | 34' Tomáš Wágner 54' (vl.) Michael Lüftner | Diváci: 4438 Rozhodčí: Berka |  |
| Poznámky: Sestava: Kovář – Frydrych, Bílek, Lüftner, Bořil – Ngadeu –Tecl (64. van Buren), Hušbauer, Šćuk (84. Barák), Mingazov (73. Zmrhal) – Mešanović |                                                                                          |       |                                            |                              |  |

| semifinále 25. dubna 2017 | SK Slavia Praha | 0 – 1 | FC Fastav Zlín  | Eden Aréna, Praha               |  |
| 18:30 SELČ |                 |       | 34' Lukáš Holík | Diváci: 5012 Rozhodčí: Michálek |  |
| Poznámky: Sestava: P. Kovář - J. Bořil , M. Lüftner , S. Deli , P. Flo - S. Tecl (76. R. Mingazov ), J. Hušbauer , A. Barák (60. J. Sýkora ), M. Ngadeu Ngadjui , J. Zmrhal (46. M. Škoda ) - M. Mešanović |                 |       |                 |                                 |  |

### Evropská liga UEFA
Hlavní článek: Evropská liga UEFA 2016/17

#### Předkola
| 2. předkolo 14. července 2016 | FC Levadia Tallinn                       | 3 – 1 | SK Slavia Praha     | Tallinn, Estonsko            |  |
| 18.00 SELČ | Rimo Hunt 35' Gando 67' Ilja Antonov 90' |       | 63' Muris Mešanović | Diváci: 2000 Rozhodčí: Doyle |  |
| Poznámky: Sestava: Berkovec – Holík, Deli, Ngadeu, Bořil (K) – Souček – Mingazov (69. Mihalík), Hušbauer, Barák (61. Kenia), Zmrhal – Mešanović (78. van Buren) |                                          |       |                     |                              |  |

| 2. předkolo – odveta 21. července 2016 | SK Slavia Praha                     | 2 – 0 | FC Levadia Tallinn | Eden Aréna, Praha                   |  |
| 19.00 SELČ | Milan Škoda 10' Gino van Kessel 66' |       |                    | Diváci: 14 856 Rozhodčí: Nicolaides |  |
| Poznámky: Sestava: Pavlenka – Mikula, Bílek (K) (75. Ngadeu), Deli, Bořil – Souček, Hušbauer – van Kessel (70. Barák), Kenia, Zmrhal (61. Mihalík) – Škoda |                                     |       |                    |                                     |  |

| 3. předkolo 28. července 2016 | SK Slavia Praha | 0 – 0 | Rio Ave FC | Eden Aréna, Praha                 |  |
| 19.00 SELČ |                 |       |            | Diváci: 15 082 Rozhodčí: Lapočkin |  |
| Poznámky: Sestava: Pavlenka – Mikula, Bílek (K), Deli, Bořil – Souček – van Kessel, Hušbauer, Kenia (81. Ščuk), Mihalík (60. Zmrhal) – Škoda |                 |       |            |                                   |  |

| 3. předkolo – odveta 4. srpna 2016 | Rio Ave FC  | 1 – 1 | SK Slavia Praha    | Estádio dos Arcos, Vila do Conde, Portugalsko |  |
| 21.00 SELČ | Ribeiro 57' |       | 22' Josef Hušbauer | Diváci: 3 500 Rozhodčí: Dallas                |  |
| Poznámky: Sestava: Pavlenka – Mikula, Bílek, Deli, Bořil – Ngadeu (90. Barák), Souček – van Kessel (66. Ščuk), Hušbauer, Zmrhal (90. Mihalík) – Škoda |             |       |                    |                                               |  |

| 4. předkolo 18. srpna 2016 | SK Slavia Praha | 0 – 3 | RSC Anderlecht                                            | Eden Aréna, Praha                      |  |
| 19.00 SELČ |                 |       | Idrissa Sylla 49' Łukasz Teodorczyk 61' Sofiane Hanni 71' | Diváci: 16 096 Rozhodčí: Strömbergsson |  |
| Poznámky: Sestava: Pavlenka - Mikula (9. Frydrych), Bílek, Deli, Bořil - Ngadeu, Barák (67. Mingazov) - Van Kessel, Kenija (78. Mešanovič), Švento - Škoda. |                 |       |                                                           |                                        |  |

| 4. předkolo – odveta 25. srpna 2016 | RSC Anderlecht                                                           | 3 – 0 | SK Slavia Praha | Constant Vanden Stock Stadion, Brusel |  |
| 19:30 SELČ | Youri Tielemans 22' (pen) Łukasz Teodorczyk 40' (pen) Michael Heylen 61' |       |                 | Diváci: 13 075 Rozhodčí: Taylor       |  |
| Poznámky: Sestava: Berkovec – Mikula, Frydrych, Ngadeu, Bořil – Souček – van Kessel, Hušbauer (C) (67. Bílek), Barák (46. Mihalík), Zmrhal – Mešanović (46. van Buren) |                                                                          |       |                 |                                       |  |

## Ostatní týmy SK Slavia
zdroj: FAČR
| Tým                             | Soutěž                         | Umístění       |
| Mužské soutěže                  | Mužské soutěže                 | Mužské soutěže |
| ------------------------------- | ------------------------------ | -------------- |
| Juniorský tým (U21)             | Juniorská liga                 | 11. místo      |
| SK Slavia Praha U19             | 1. dorostenecká liga           | 4. místo       |
| SK Slavia Praha U18             | Česká liga dorostu             | 3. místo       |
| SK Slavia Praha U17             | Česká liga dorostu U17 A       | 3. místo       |
| SK Slavia Praha U16             | Česká liga dorostu U16 A       | 2. místo       |
| SK Slavia Praha U15             | Česká liga žáků U15 A          | 1. místo       |
| SK Slavia Praha U14             | Česká liga žáků U14 A          | 1. místo       |
| SK Slavia Praha U13             | Česká liga žáků U13            | 1. místo       |
| SK Slavia Praha U12             | Česká liga žáků U12            | 4. místo       |
| Ženské soutěže                  |                                |                |
| SK Slavia Praha – ženy          | 1. liga žen                    | 1. místo       |
| SK Slavia Praha – ženy          | Pohár KFŽ                      | 2. místo       |
| Juniorský tým                   | 1. liga dorostenek             | 3. místo       |
| SK Slavia Praha – starší žákyně | 1. liga starších žákyň – Čechy | 2. místo       |
| SK Slavia Praha – mladší žákyně | 1. liga mladších žákyň – Čechy | 1. místo       |